# نش (خواننده)
نش یا ناش (به انگلیسی: Gnash) متولد ۱۶ ژوئن ۱۹۹۳، یک خواننده، ترانه‌سرا، دی جی
و آهنگساز آمریکایی است.
او اولین آلبوم چندآهنگه (EP) اش، یو (به انگلیسی: u) را مارس ۲۰۱۵ در ساوند کلاود
منتشر کرد. دومین آلبوم چند آهنگه اش با عنوان ما (به انگلیسی: us) در مارس ۲۰۱۶ همراه تک‌آهنگ "ازت متنفرم ، دوستت دارم" (به انگلیسی و شیوه نوشتاری " i hate u, i love u" همراه اولیویا اوبراین منتشر شد. این آهنگ به رتبهٔ ۱۰م ۱۰۰ آهنگ داغ بیلبورد رسید و در استرالیا تا رتبهٔ اول را بالا رفت.

## ترانه‌شناسی

### آلبوم‌های چند آهنگه
| یو / u  | - تاریخ انتشار: ۱۵ مارس ۲۰۱۵ - فرمت: موسیقی دانلودی | —   | —  |
| ما / us | - تاریخ انتشار: ۲۵ مارس ۲۰۱۶ - فرمت: موسیقی دانلودی | ۱۰۲ | ۹۳ |

#### تک‌آهنگ‌ها
۲۰۱۵
- افکار پوچ / Daydreams
- خرابم کم / Fuck Me Up
- اون یک آهنگ / That One Song
- احساس پژمردن / Feelings Fade
- خیلی دوستت دارم / ilusm

۲۰۱۶ (آلبوم چندآهنگهٔ ما)
- ازت متنفرم، دوستت دارم / i hate u, i love u

#### به عنوان مهمان
| Year | عنوان                                           | آلبوم |
| ---- | ----------------------------------------------- | ----- |
| ۲۰۱۶ | "برگرد / Come Back" (Kidswaste featuring Gnash) |       |